# Johann Matthias Hase

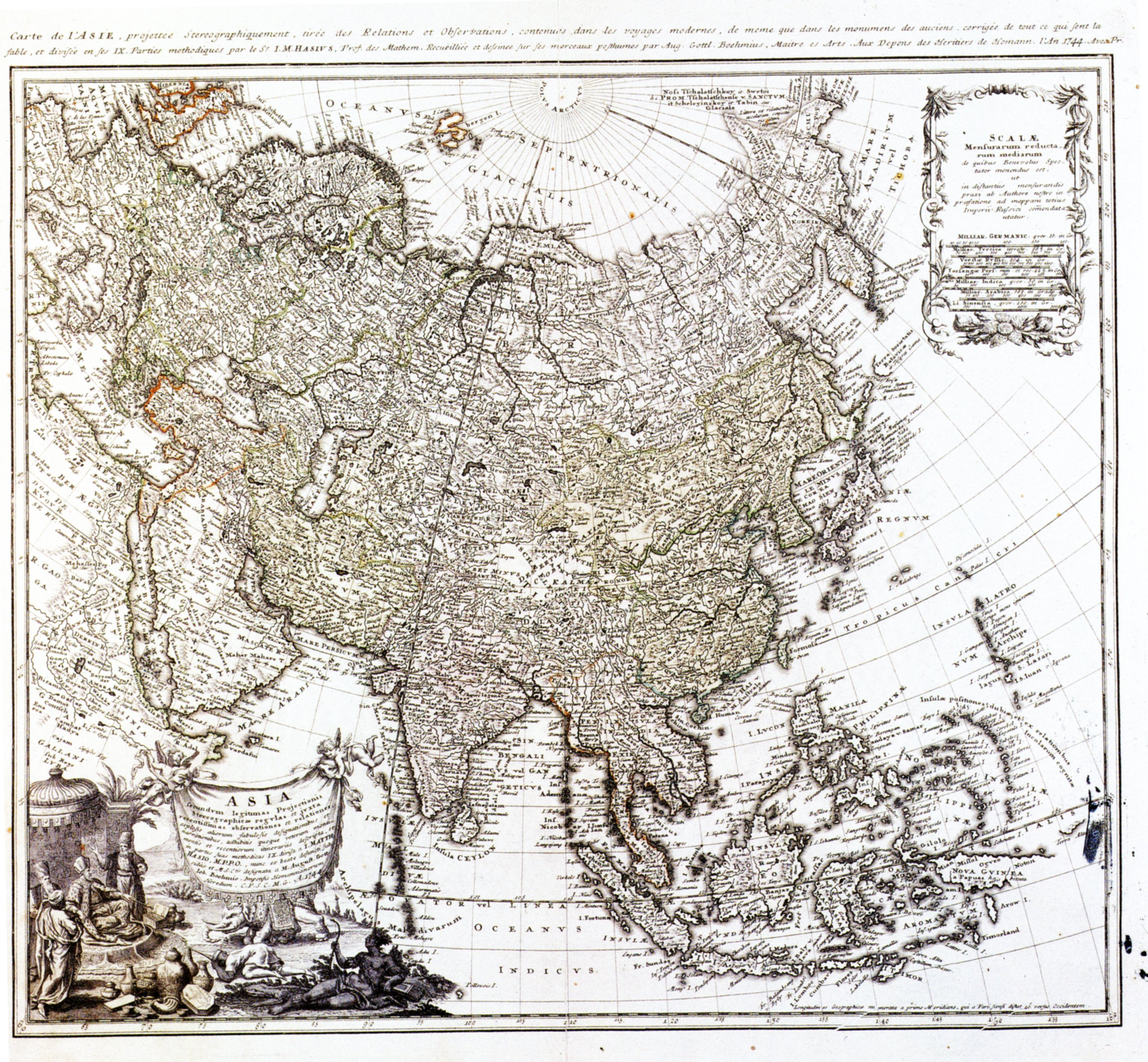
Mapa de Asia, Johann Matthias Hase, Museo Nacional del Palacio, Taipéi

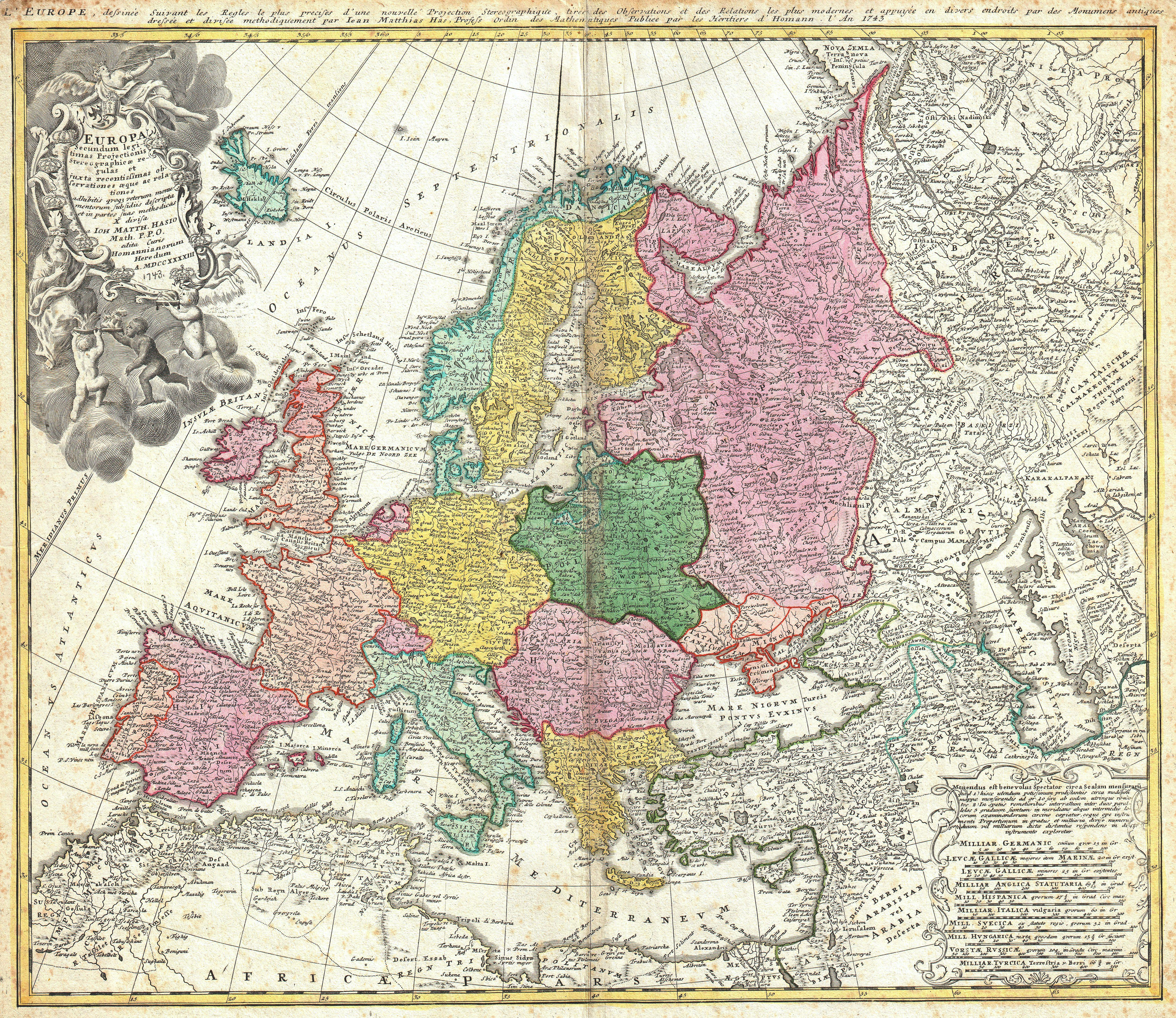
Mapa de Europa (1743)

Johann Matthias (Matyhias) Hase (Haas, Haase) (latinizado como Johannes Hasius) (14 de enero de 1684- 24 de septiembre de 1742) fue un matemático, astrónomo, y cartógrafo alemán.

## Biografía
Hase enseñó en Leipzig y en su Augsburgo nativo. En 1720, fue nombrado profesor de matemáticas en la Universidad de Wittenberg.
Hase confeccionó mapas para la editora Homännische Erben ("Herederos de Homännis"), como el Europa secundum legítimas projectionis stereographieae regulas (1743). 
En 1739, radicado en Núremberg, Hase publicó su "Regni Davidici et Salomonaei descriptio geographica et historica, una cum delineatione Syriae et Aegypti pro statu temporum sub Seleucidis et Lagidis regibus mappis luculentis exhibita, et probationibus idoneis instructa. Juncta est huic operi consideratio urbium maximarum veterum et recentiorum, ac operum quorundam apud antiquos celebrium". Este trabajo contiene mapas históricos de los reinos de David y Salomón, así como de los dominios selúcidas, incluyendo planos de Siria y Egipto.
En 1744, realizó el mapa político "Hungariae ampliori significatu et veteris vel Methodicae complexae Regna" (también publicado en Núremberg). Muestra el Reino de Hungría, así como países a lo largo del Danubio y el sureste de Europa.
Hase murió en Wittenberg.

## Eponimia
- El cráter lunar Hase lleva este nombre en su memoria.